# Eulachhallen

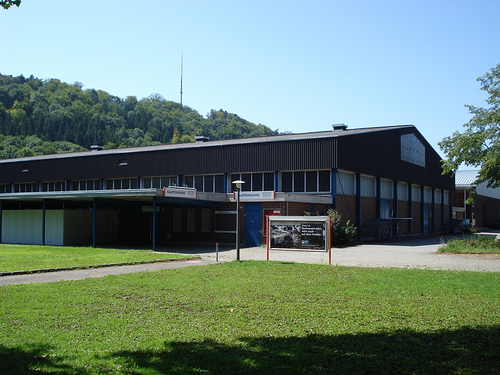
Eingangsbereich der Eulachhalle

Die Eulachhallen sind zwei Eventhallen an der Wartstrasse 73 in Winterthur. Die 1971 erbaute Halle 1 hatte bis 2018 überwiegend zur Sportnutzung (Handball) sowie für Messen gedient. Die zweite Halle (zur Nutzung für Events) wurde Ende 1998 fertiggestellt. Im Frühling/Sommer 2020 wurde aufgrund einer Neuausrichtung die Halle 1 umfassend umgebaut und modernisiert. Seit Bauabschluss im September 2020 sind die Eulachhallen die grösste multifunktionale Eventlocation in Winterthur.
Die Eulachhallen verfügen über eine Gesamtfläche von 5’200 m². Die Halle 1 bietet mit 2’420 m² Platz für bis zu 3'200 Personen und verfügt über eine moderne Licht- und Tontechnik. Die Halle 2 hat eine Grösse von 2'780 m² und kann bis zu 3'000 Personen aufnehmen.
Neben den zwei Veranstaltungshallen verfügen die Eulachhallen über einen Seminarraum, ein Foyer sowie eine Küche mit Bistro und Restaurant.
Die Nutzungsmöglichkeiten der Eulachhallen sind vielfältig. Regelmässig finden Messen wie die Winti Mäss, die WOHGA (Messe für Wohnen, Haus und Garten) oder die Schweizerische Hundefachmesse HUND statt. Zudem werden in den Eulachhallen Firmenevents, Generalversammlungen, Berufsprüfungen oder Abschlussfeiern, Seminare und Kongresse sowie Shows und Sportevents durchgeführt. Die Eulachhallen sind auch Schauplatz für grössere Konzerte aus den verschiedensten Bereichen.